# Aral (Xinjiang)
Aral (阿拉尔S, Ālā'ěrP) è una città-contea della Cina, situata nella regione autonoma di Xinjiang e classificata anche come città sub-prefettura.